# Sporazum Tito-Šubašić
Sporazum Tito-Šubašić je bila pogodba med Jugoslovanskimi partizani, odporniškim gibanjem v okupirani Jugoslaviji pod vodstvom Komunistične partije, in Jugoslovansko vlado v izgnanstvu, ki so jo sestavljali politiki predvojne Kraljevine Jugoslavije. Josip Broz - Tito, vodja partizanov in predsednik NKOJ in Ivan Šubašić, predsednik jugoslovanske emigrantske vlade, sta jo prvič podpisala na Visu 16. junija 1944 in drugič 1. novembra istega leta v Beogradu. Sporazum so spodbujale zavezniške sile v 2. svetovni vojni.
Sporazum je določil, da bo Jugoslavija imela ime Demokratična federativna Jugoslavija in začasna vlado, dokler ne bi o obliki oblasti (monarhija ali republika) po vojni odločile demokratične volitve. Vlada v izgnanstvu se je odrekla svoji do tedaj uradno priznani vojski, četniškemu gibanju pod Dražo Mihajlovićem, saj so četniki že kmalu po začetku vojne začeli delno kolaborirati z okupatorji, in partizansko gibanje priznala kot svojo edino legitimno vojsko.
Takrat je bila ustanovljena skupna začasna vlada DFJ s Titom kot predsednikom in Šubašićem kot zunanjim ministrom, ki je začela delovati 1. marca 1945. Na predlog predsedstva AVNOJ-a so jo imenovali trije kraljevi namestniki izmed članov Nacionalnega komiteja osvoboditve Jugoslavije in begunske kraljeve vlade; v nasprotju z Nkoj-em so jo zavezniške države priznale, imenovala pa se je enotna ali začasna vlada, nekaj časa tudi ministrski svet. Sestavljali so jo predsednik J. Broz - Tito, podpredsednika Milan Grol in Edvard Kardelj ter 25 ministrov. 
Po koncu vojne je Komunistična partija prevzela vso oblast in sporazum Tito-Šubašić je izgubil pomen. Predstavniki predvojnih političnih strank so iz začasne vlade izstopili še pred volitvami v ustavodajno skupščino zaradi onemogočanja svobodnega delovanja in kandidiranja. Oktobra 1945 je jugoslovanska vlada v izgnanstvu odstopila. 11. novembra 1945 je združena Narodnoosvododilna fronta (pod vodstvom/nadzorom Komunistične partije) na volitvah v ustavodajno skupščino prejela okoli 90 % glasov. 29. novembra 1945 je bila razglašena Federativna ljudska republika Jugoslavija.